# Mehmed herceg (I.Ahmed szultán fia)
Mehmed herceg (1605. március 11. Isztambul -1621. január 12..Isztambul), oszmán herceg I. Ahmed oszmán szultán és minden bizonnyal Köszem szultána fia, II. Oszmán oszmán szultán, IV. Murád oszmán szultán és Ibrahim oszmán szultán  testvére volt. Neve ellenére nem szabad összetéveszteni Mehmed oszmán herceggel Hürrem szultána és I. Szulejmán oszmán szultán fiával, akinek az emlékre a Şehzade-mecset épült.

## Származása
Édesanyja kiléte sokáig kérdéses volt, azonban több olyan bizonyíték fellelhető, amelyek azt támasztják alá, hogy Mehmed herceg Köszem szultána fia volt. Az egyik ilyen bizonyíték, hogy Köszem szultána 1605 végén vagy 1606 elején kapta meg a haszeki szultána rangot, ez pedig csak úgy volt lehetséges, ha Köszemnek már volt egy fia. A másik érv egy 1611/12-ből származó követi beszámoló, amely szerint I. Ahmed oszmán szultánnak két fia van, az egyik hat, a másik hét éves. Simone Contarini, az írás szerzője a két fiú alatt Oszmánt (a későbbi II. Oszmán oszmán szultán) és Mehmedet érthette.  Valier egyik beszámolója szerint a szultánnak akkor négy fia volt. A négy fiú közül kettőnek az anyja életben van, míg a másik kettőnek az anyja korábban meghalt. Mahfiruz Hatidzse Hatun, II.Oszmán anyja feltehetően korán elhunyt. Mahfiruze Hatidzse Hatun másik fia talán Bayezid herceg lehetett, aki nem sokkal Murád után született. Tehát ez alapján Köszem szultánának ebben az időszakban két fia lehetett, Mehmed és Murád herceg. Van néhány érv az ellen, hogy Mehmed herceg Köszem szultána fia volt. Az egyik ilyen Della Valle 1614-es beszámolója, amely Ahmed szultán második fiát Mahmud hercegnek nevezi. Mahmud herceget sokan Murád herceggel (későbbi IV. Murád oszmán szultán) azonosították, aki 1612-ben született. Elképzelhető azonban az is, hogy a Mahmud a Mehmed félreértett változata, nem pedig a Murádé. A másik ilyen ellenérv Valier 1615-ös beszámolója, amely szerint Ahmed szultán nem engedi Köszem szultánát a két legidősebb herceg közelébe, mert ismeri Köszem természetét, és attól tart, hogy Köszem ártana a hercegeknek a saját fiai érdekében. A két legidősebb herceg alatt sokan Oszmánt és Mehmedet értették. Azonban valószínűleg Valier itt Oszmánra és Ahmed öccsére Musztafára (későbbi I. Musztafa oszmán szultán) gondolt, nem pedig Mehmedre. Ezek alapján nagyon valószínű, hogy Mehmed herceg Köszem szultána fia volt.

## Élete
Mehmed herceg 1605. március 11-én született Isztambulban I. Ahmed oszmán szultán és minden bizonnyal Köszem szultána fiaként. Mehmed herceg I. Ahmed oszmán szultán második fiaként született. Bátyja, Oszmán (későbbi II. Oszmán oszmán szultán) 1604. november 3.-án született, így a két fiú között nem volt jelentős korkülönbség. Amennyiben Mehmed herceg anyja Köszem szultána, akkor Mehmed herceg volt Köszem szultána első fia. Mehmed gyerekkoráról nem lehet sokat tudni. Ismert, hogy Mehmed tanítója ugyanaz az Ömer Efendi volt, mint Oszmáné. Mehmed hercegnek további közös programjai lehettek Oszmán herceggel. Köszem szultána rendszeresen ellátogatott a Régi Palotába, hogy Ahmed szultán nagymamájával Szafije szultánával találkozzon. Köszem rendszeresen magával vitte Mehmed herceget a Régi Palotába és időnként Oszmán herceget is. Miután Ahmed Köszem szultánát eltiltotta Oszmántól, valószínűleg lányaival vagy Muráddal kiegészülve jártak a Régi Palotába. Mehmed herceg első nyilvános megjelenésére 1617-ben került sor, amikor elkészült Ahmed szultán komplexuma, Ahmed szultán mecsetje,vagyis a Kék mecset. Ahmed szultán a megnyitóra a két legidősebb fiát, Oszmánt és Mehmedet is magával vitte. I. Ahmed oszmán szultán 1617. november 22-én gyomorvérzés és tífusz következtében elhunyt. Mehmed herceg apja halálakor 12 éves volt. A testvérgyilkosság törvényének eltörlése régóta központi téma volt a birodalomban. A testvérgyilkosság törvénye egészen a Konstantinápolyt elfoglaló II. Mehmed oszmán szultánig nyúlik vissza. Okult a nagyapja, I. Mehmed oszmán szultán esetéből, aki kénytelen volt a testvéreivel harcolni. II. Mehmed apja halála után, trónralépésekor, kivégeztette  a testvérét. II.Mehmed meghagyta az utódainak is, hogy a trónralépésükkor végeztessék ki a fiútestvéreiket, hogy az állam mindenkori rendje biztosítva legyen. Ennek eredményeként III. Murád oszmán szultán 5, III. Mehmed oszmán szultán 19 fivérét végeztette ki. I. Ahmed oszmán szultán a trónralépésekor nem végeztette ki a testvérét, Musztafát. Ahmed így szakított ezzel a hagyománnyal. Azonban Ahmed szultán sosem hozott döntést arról, hogy halála után ki kövesse a trónon. Köszem szultána próbalta Ahmedet meggyőzni arról, hogy a régi rendet törölje el, ezt Ahmed azonban nem tette meg. Köszem szultánának szerepe lehetett abban, hogy Ahmed nem végeztette ki Musztafát. Köszem ugyanis tartott attól, hogyha Ahmed kivégezteti az öccsét, akkor a fiai is ezt a példát fogják követni. Mehmed herceg és öccsei életét egyedül az öröklési rend megváltoztatásával lehetett megmenteni. A Köszemmel szoros szövetségben álló Haci Musztafa aga, a fő fekete eunuch meggyőzte a divánt és az ulemát, hogy Ahmedet a trónon ne a fia, Oszmán, hanem a testvére, Musztafa kövesse, a többiek életét pedig kíméljék meg. A trónra Ahmed testvére, I. Musztafa oszmán szultán lépett, Mehmed herceget és testvéreit pedig bezáratták a háremben. Innentől kezdve a szultánok egy kellemetlen, de humánusabb megoldást választottak. Amikor egy szultán trónra lépett, akkor a fiútestvéreit nem végeztette ki, hanem bezáratta. A hercegek innentől kezdve bezárva éltek, amíg a trónra nem léptek vagy meg nem haltak. A palota azon része, ahol a hercegek elzárva éltek a Kafes nevű rész volt, ez magyarul ketrecet jelent. A hercegek itt éltek elzárva a palota eunuchjai állandó felügyelete mellett életük végéig vagy az uralkodásukig. Keveset lehet tudni erről az időszakról. Annyi bizonyos, hogy I. Musztafa oszmán szultánt  hamarosan trónfosztották mentális betegsége miatt, és Mehmed herceg testvére, II. Oszmán oszmán szultán lett az uralkodó. II. Oszmán oszmán szultán gyakran követett el hibákat, népszerűtlen volt, mivel anyja már korábban meghalt, nem volt mögötte erős támogató sem. Mivel Oszmán népszerűtlen uralkodónak bizonyult, akinek még támogatói sem voltak, valamint egy segítő édesanya sem volt mögötte, ezért érthető módon félt Mehmed hercegtől. Mehmed herceg csak pár hónappal volt fiatalabb Oszmánnál és az anyja Köszem szultána volt, aki hatalmas befolyással rendelkezett, valamint nagy népszerűségnek is örvendett. Köszem szultána sohasem ártott semmit sem Oszmánnak, és II. Oszmán oszmán szultán is mindent megtett annak érdekében, hogy jó viszonyt ápoljon Köszemmel. II. Oszmán oszmán szultán például többször is meglátogatta Köszem szultánát a Régi Palotában. Idővel azonban Oszmán félelme egyre erősebb lett. 1621 tavaszán Oszmán el akarta hagyni Isztambult, hogy hadjáratra menjen Lengyelországba, azonban félt Mehmed herceget a fővárosban hagyni. II. Oszmán oszmán szultán attól tartott, hogy Mehmed és Köszem puccsot követnek el a távollétében. Mehmed herceg is minden bizonnyal felismerte, hogy mennyire kellemetlen és veszélyes helyzetben van. Valószínűleg rettegett attól II. Oszmán uralkodása alatt, hogy Oszmán ellene fordul és feléleszti a testvérgyilkosság  törvényét. A logikus lépés az lett volna, ha Oszmán magával vitte volna Mehmedet a hadjáratra. Sajnos a történelem máshogy alakult.

## Halála
A hadjárat előkészületei alatt II. Oszmán oszmán szultán  úgy döntött, hogy véglegesen megoldja a problémát, és kivégezteti Mehmed herceget. II.Oszmán Şeyhülislam Hocazade Esad Efendihez (akinek a lányát később politikai okokból II.Oszmán feleségül vette) fordult, hogy megerősítő jogi határozatot kérjen Mehmed herceg kivégzéséhez. Esad Efendi azonban ellenezte Mehmed herceg kivégzését, ezért megtagadta a jogi határozat kiadását. A ruméliai hadbíró viszont megerősítő határozatot adott ki Mehmed kivégzésével kapcsolatban. Mehmed herceget 1621. január 12.-én végül kivégezték. A legenda szerint, amikor Mehmed herceg az életéért küzdött a hóhérokkal,megátkozta Oszmánt. Mielőtt megfojtották volna ezt kiabálta: "Oszmán! Könyörögni fogok Allahnak, hogy egész életed és uralkodásod rettegésben teljen és a sorsod legyen ugyanolyan, mint az enyém." (A szultána sorozatban ez a mondat a következő módon hangzott el: "Oszmán! Azt kívánom az Úrtól, legyen semmivé az uralmad, az uralkodásod sem tartson tovább, mint amennyi életet szántál nekem.") Mehmed herceget apja, I. Ahmed oszmán szultán türbéjében  (Ahmed szultán mecsetje komplexumon belül található) helyezték végső nyugalomra.

## Halálnak következményei
Akár igaz a legenda akár nem, Mehmed herceg átka hamarosan valóban elérte II. Oszmán oszmán szultánt. Mehmed herceg volt az első herceg, akit kivégeztek Mahmud herceg (I. Ahmed oszmán szultán és I. Musztafa oszmán szultán testvére, III. Mehmed oszmán szultán fia volt) 1603-as halála óta, éppen ezért Mehmed herceg halála megrázta Isztambult és óriási felháborodást keltett. Mehmed herceg halála után néhány nappal hatalmas tél köszöntött be Isztambulban. Óriási hóvihar sújtott le több ezer ember halálát okozva. Ez volt a legnagyobb természeti katasztrófa, amely Oszmán rövid uralkodása alatt a fővárost érte. Bostanzade Yahya Efendi, aki átélte ezt a kemény telet azt állítja, hogy befagyott a Boszporusz és az Aranyszarv-öböl. Állítólag a befagyott vízen,  a jégen gyalog lehetett átkelni, mert a jég olyan vastag volt. A várost fagyhalál és éhínség sújtotta. Az emberek úgy tekintették, hogy Allah így bünteti Oszmánt, amiért kivégeztette Mehmed herceget. A kemény tél kialakulásában valószínűleg szerepet játszott az éppen zajló Kis jégkorszak is, amely a 15. század elejétől kb. a 19. század közepéig tartott. Az 1570–1630 és az 1675–1715 évek igen nagy hideget hoztak. Ebben az időszakban gyakoriak voltak a hideg, kemény, hosszú telek, valamint a rövid, hűvös, csapadékos nyarak. A telek zordságát mutatja, hogy a 17. és 19. század között előfordult, hogy a hirtelen megnövekedett és előtörő gleccserek az Alpokban falvakat pusztítottak el. Ebben a korszakban a befagyott Temzén Londonban többször is megtartották az " Éves fagypiacot", valamint Hollandiában is többször befagytak a csatornák. A Nagy-tavak gyakran június közepéig be voltak fagyva. 1780-ban pedig télen New York kikötőjét a jégen keresztül át lehetett gyalogolni. Talán ezt a kemény telet nem Oszmán szabadította a fővárosra. A fiatal uralkodó nemcsak népszerűtlen volt és nem álltak mögötte támogatók, hanem éppen a Kis jégkorszak közepén uralkodott. Mehmed haláláról hatalmas undorral és megvetéssel írnak a kor és a későbbi korok költői. Naima például nyíltan zsarnoknak és gyávának nevezi Oszmánt, amiért a saját hatalma érdekében elvette egy ártatlan herceg életét. II.Oszmán amúgy sem túl nagy népszerűsége sohasem látott mélységekbe süllyedt. Sikertelen lengyel hadjárata után nem sokkal később trónfosztották, megalázták, majd a Héttoronyban brutális módon meggyilkolták. II. Oszmán oszmán szultán után ismét I. Musztafa oszmán szultán lépett trónra.

## Helye a populáris kultúrában
A szultána sorozatban Mehmed herceget Burak Dakak török színész alakítja. Magyar hangja Berkes Bence.